# النمصة (نهم)

تعديل مصدري - تعديل

النمصة هي إحدى قرى عزلة عيال غفير بمديرية نهم التابعة لمحافظة صنعاء، بلغ تعداد سكانها 241 نسمة حسب تعداد اليمن لعام 2004.